# 独山石牌坊
独山石牌坊是浙江省遂昌县一座石牌坊，位于遂昌县焦滩乡独山村东南隅。牌坊为花岗岩材质，三间四柱五楼歇山顶，面阔11.72米，进深4.13米，建于明隆庆三年（1569年），为当地知县池浴德为独山村出生的工部员外郎叶以蕃修建。1997年8月，獨山石牌坊成為浙江省文物保護單位，2019年，成为第八批全国重点文物保护单位。

## 建築
獨山石牌坊坐東南朝西北:694，全部使用花崗石建造，屋頂構造為歇山頂，翼角發戧起翹。牌坊中額上刻正楷大字「洊膺天寵」，以表示葉家深受皇帝寵任；下额雕有雙獅戲球圖；次间额刻有龍鳳瑞獸圖；脊頂雕刻有龍魚吻飾。